# گاتن د کامپس
گاتن د کامپس (به اسپانیایی: Gatón de Campos) یک شهرستان در اسپانیا است که در استان وایادولید واقع شده‌است.